# 山口県道138号周東田布施線
山口県道138号周東田布施線（やまぐちけんどう138ごう しゅうとうたぶせせん）は、山口県岩国市から熊毛郡田布施町に至る一般県道である。

## 概要
岩国市周東町祖生（そお）から熊毛郡田布施町大字大波野（おおはの）に至る。

### 路線データ
- 起点：岩国市周東町祖生（山口県道70号柳井玖珂線交点）
- 終点：熊毛郡田布施町大字大波野（山口県道22号光柳井線交点）

## 歴史
- 1958年（昭和33年）10月1日 - 山口県告示第644号の2により認定される。
- 1971年（昭和46年）1月15日 - 沿線にある熊毛郡大和村が町制施行して熊毛郡大和町になる。
- 1972年（昭和47年） - 山口県の県道番号再編により現行の路線番号に変更される。
- 2004年（平成16年）10月4日 - 沿線にある熊毛郡大和町が光市と対等合併し、改めて発足した光市に移行する。
- 2006年（平成18年）3月20日 - 岩国市と玖珂郡に属する町村（和木町を除く）が対等合併して改めて岩国市が発足したことに伴い起点の地名表記が変更される（玖珂郡周東町祖生→岩国市周東町祖生）。

## 路線状況

### 重複区間
- 山口県道68号光日積線（岩国市周東町田尻）

## 地理

### 通過する自治体
- 山口県
  - 岩国市 - 熊毛郡田布施町 - 光市 - 熊毛郡田布施町

### 交差する道路
| 交差する道路                                            | 市町村名 | 市町村名 | 交差する場所           | 交差する場所 |
| ------------------------------------------------------- | -------- | -------- | ---------------------- | ------------ |
| 山口県道70号柳井玖珂線                                  | 岩国市   | 岩国市   | 周東町祖生（そお）     | 起点         |
| 山口県道7号柳井周東線 山口県道68号光日積線 重複区間起点 | 岩国市   | 岩国市   | 周東町田尻             |              |
| 山口県道68号光日積線 重複区間終点                       | 岩国市   | 岩国市   | 周東町田尻             |              |
| 山口県道158号佐田中田布施線                             | 熊毛郡   | 田布施町 | 大字大波野（おおはの） |              |
| 山口県道22号光柳井線                                    | 熊毛郡   | 田布施町 | 大字大波野             | 終点         |

### 交差する鉄道
- 山陽本線

### 沿線
- 周東田尻郵便局
- 田布施町立東田布施小学校（終点付近）